# Ctenolabrus
Ctenolabrus es un género de peces de la familia de los Labridae y del orden de los Perciformes.

## Especies
De acuerdo con FishBase:
- Ctenolabrus rupestris (Linnaeus, 1758)[3]